# کلد
کُلد (به انگلیسی: Cold) یک گروه موسیقی راک آمریکایی از جکسون‌ویل، فلوریدا است که در سال ۱۹۸۶ توسط خواننده اصلی و گیتاریست ریتم: اسکوتر وارد(Scooter Ward)، درامر: سام مک‌کندلس(Sam McCandless) ،نوازنده بیس: جرمی مارشال(Jeremy Marshall)، و مت لَورِن(Matt Loughran) گیتاریست اصلی تشکیل شد. گروه از آن زمان تاکنون تغییرات زیادی در ترکیب اعضای خود داشته به گونه ای که فقط «وارد» (Ward) تنها عضو ثابت این گروه باقی مانده است. کُلد تاکنون شش آلبوم استودیویی را ضبط و منتشر کرده است.

## اعضای فعلی
- Scooter Ward– خواننده، کیبرد، گیتار ریتم (۱۹۹۶–۲۰۰۶, ۲۰۰۹–تاکنون)
- Lindsay Manfredi - گیتار بیس (۲۰۱۴–تاکنون)
- Tony Kruszka - درامر،پِرکاشِن (۲۰۲۳–تاکنون)
- Ed Cuozzo - گیتارلید، خواننده همراهی کننده (۲۰۲۳–تاکنون)
- Angelo Maruzzelli - گیتار ریتم (۲۰۲۳–present)

## اعضای قبلی
- Matt Loughran - گیتار (۱۹۸۶-۱۹۹۲  ۲۰۰۴–۲۰۰۶)
- Jeremy Marshall – گیتار بیس, همخوان (۱۹۸۶, ۱۹۹۵  ۱۹۹۶-۲۰۰۶, ۲۰۰۹–۲۰۱۴)
- Sean Lay - گیتار (۱۹۹۲)
- Pat Lally - گیتار بیس (۱۹۹۵-۱۹۹۶)
- Kelly Hayes – گیتار (۱۹۹۶–۲۰۰۴)
- Terry Balsamo – گیتار (۱۹۹۹–۲۰۰۴ ، ۲۰۰۹ ، ۲۰۱۶-۲۰۱۸)
- Eddie Rendini - گیتار (۲۰۰۴; مرگ ۲۰۱۵)
- Mike Booth - گیتار، کیبرد (۲۰۰۵)
- Zac Gilbert – گیتار (۲۰۰۶–۲۰۰۵  ، ۲۰۰۹-۲۰۱۶)
- Joe Bennett - گیتار (۲۰۰۹)
- Michael Harris - گیتار (۲۰۰۹)
- Drew Molleur – گیتار،خواننده همراهی کننده (۲۰۱۰-۲۰۱۶)
- Ethan York – درامر،پِرکاشن (۲۰۱۷-۲۰۱۹)
- Sam McCandless – درامر،پِرکاشن (۱۹۸۶-۲۰۰۶  ، ۲۰۰۹-۲۰۱۵ ، ۲۰۱۹-۲۰۲۱)
- Nick Coyle – گیتار ، خواننده همراهی کننده (۲۰۱۷-۲۰۲۳)- کیبرد (۲۰۲۱-۲۰۲۳)
- Jonny Nova – گیتار ( ، ۲۰۲۳-۲۰۱۸)-(۲۰۲۱-۲۰۲۳)

## آلبوم‌ها
- Cold (۱۹۹۸)
- 13ways to Bleed on Stage (۲۰۰۰)
- Year of the Spider (۲۰۰۳)
- A Different Kind of Pain (۲۰۰۵)
- Superfiction (۲۰۱۱)
- TBA (۲۰۱۶)
- (The Thing We Can't Stop (۲۰۱۹